# UFC Fight Night: Magny vs. Gastelum
UFC Fight Night: Magny vs. Gastelum（ユーエフシー・ファイトナイト：マグニー・バーサス・ガステラム、別名UFC Fight Night 78）は、アメリカ合衆国の総合格闘技団体「UFC」の大会の一つ。2015年11月21日、メキシコ・ヌエボ・レオン州モンテレイのモンテレイ・アリーナで開催された。

## 大会概要
本大会ではニール・マグニーとケルヴィン・ガステラムによるウェルター級ワンマッチが組まれた。

### カード変更
負傷などによるカードの変更は以下の通り。
- ダミアン・スタシアク → テイラー・ラピルー（第7試合）

- マット・ブラウン → ニール・マグニー（第13試合）

## 試合結果

### アーリープレリム
第1試合 ライト級ワンマッチ 5分3R
○  ミシェル・プラゼレス vs.  ヴァウミール・ラザロ ×
3R終了 判定2-1（29-28、28-29、29-28）
第2試合 ライト級ワンマッチ 5分3R
○  ポロ・レイェス vs.  セザール・アルサメンディア ×
1R 3:42 KO（左フック）
第3試合 ウェルター級ワンマッチ 5分3R
○  アルヴァロ・ヘレーラ vs.  ヴァーノン・ラモス ×
1R 0:30 KO（右フック→パウンド）

### プレリミナリーカード
第4試合 フェザー級ワンマッチ 5分3R
○  アンドレ・フィリ vs.  ガブリエル・ベニテス ×
1R 3:13 KO（スタンドパンチ連打）
第5試合 バンタム級ワンマッチ 5分3R
○  アレハンドロ・ペレス vs.  スコット・ヨルゲンセン ×
2R 4:26 TKO（左脚の負傷）
第6試合 ウェルター級ワンマッチ 5分3R
○  バートーズ・ファビンスキ vs.  ヘクター・ウルビナ ×
3R終了 判定3-0（29-28、30-27、30-27）
第7試合 バンタム級ワンマッチ 5分3R
○  エリック・ペレス vs.  テイラー・ラピルー ×
3R終了 判定3-0（29-28、29-28、29-28）

### メインカード
第8試合 ライト級ワンマッチ 5分3R
○  レアンドロ・シウバ vs.  エフレイン・エスクデロ ×
3R終了 判定3-0（29-28、29-28、29-28）
第9試合 TUF Latin America 2ライト級トーナメント 決勝 5分3R
○  エンリケ・バルソラ vs.  ホラシオ・グティエレス ×
3R終了 判定3-0（30-27、30-27、30-26）
※バルソラがトーナメント優勝。
第10試合 TUF Latin America 2ウェルター級トーナメント 決勝 5分3R
○  エリック・モンターノ vs.  エンリケ・マリン ×
3R終了 判定2-1（29-28、28-29、29-28）
※モンターノがトーナメント優勝。
第11試合 フライ級ワンマッチ 5分3R
○  ヘンリー・セフード vs.  ジュシー・フォルミーガ ×
3R終了 判定2-1（30-27、28-29、30-27）
第12試合 フェザー級ワンマッチ 5分3R
○  リカルド・ラマス vs.  ディエゴ・サンチェス ×
3R終了 判定3-0（30-27、30-27、30-27）
第13試合 ウェルター級ワンマッチ 5分5R
○  ニール・マグニー vs.  ケルヴィン・ガステラム ×
5R終了 判定2-1（47-48、48-47、48-47）

### 各賞
ファイト・オブ・ザ・ナイト： ニール・マグニー vs. ケルヴィン・ガステラム
パフォーマンス・オブ・ザ・ナイト： アンドレ・フィリ、ポロ・レイェス
各選手にはボーナスとして5万ドルが支給された。